# 阿拉扎尼河

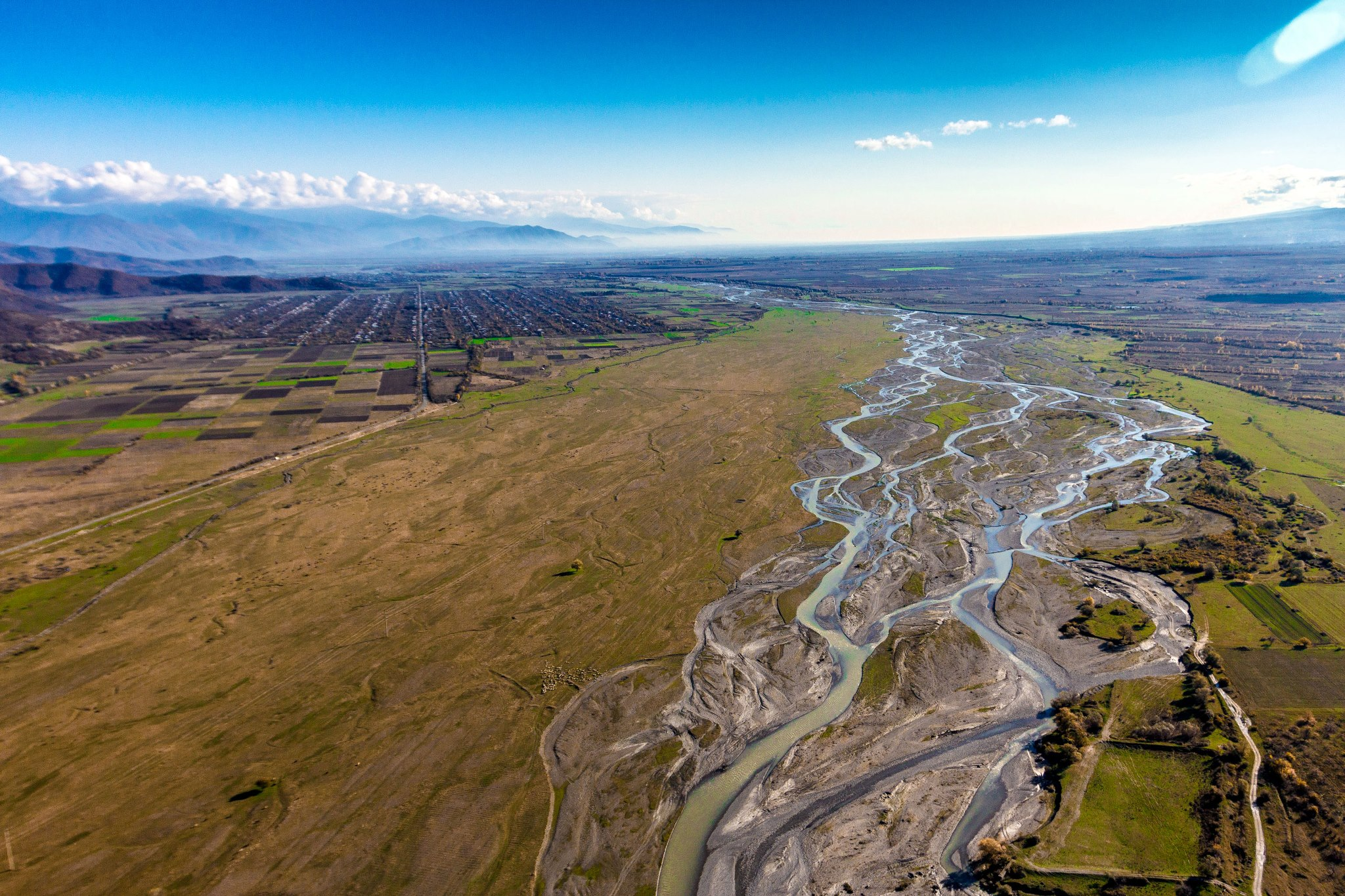

阿拉扎尼河是東歐的河流，屬於庫拉河支流，位於格魯吉亞東部和阿塞拜疆西部，河道全長351公里，流域面積10,800平方公里，發源自大高加索山脈。